# Castelo de Aljezur
O Castelo de Aljezur, originalmente grafado como Algezur ou Algesur, é um monumento militar na vila de Aljezur, no Distrito de Faro, em Portugal. De acordo com os vestígios encontrados, o sítio foi ocupado pelo menos desde as idades do Bronze e Ferro, tendo sido depois utilizado durante os períodos romano e islâmico e após a Reconquista. A sua principal função era controlar a Ribeira de Aljezur, pelo que terá sido abandonado na transição entre os séculos XV e XVI, devido ao assoreamento daquele eixo fluvial. Segundo a tradição, é um dos castelos do Algarve representados na Bandeira de Portugal. O Castelo de Aljezur foi muito danificado pelo Sismo de 1755, só tendo sido parcialmente reconstruído entre 1940 e 1941, no âmbito das comemorações nacionais. Foi classificado como Imóvel de Interesse Público em 1977.

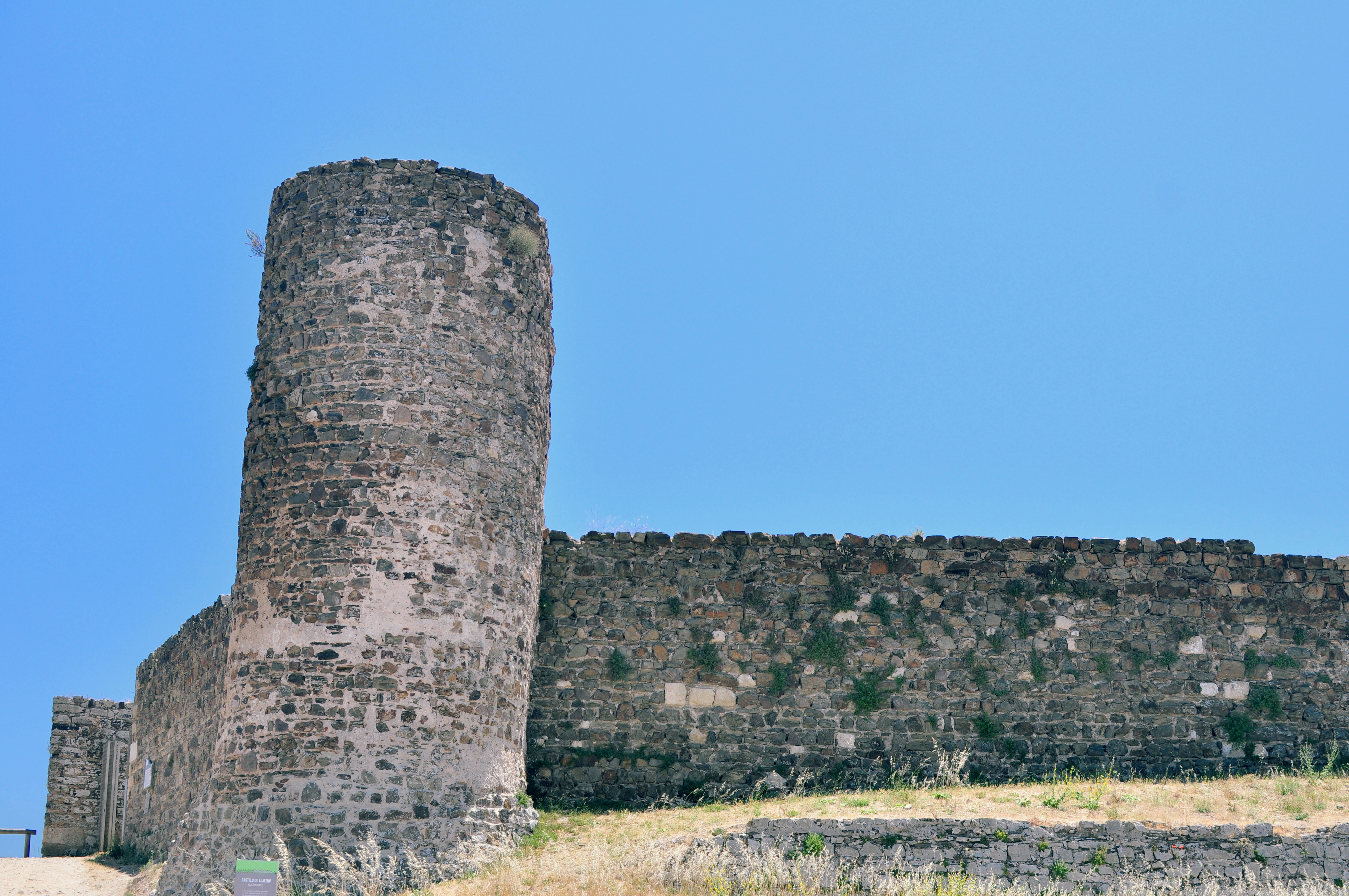
Torre Norte do castelo, de forma circular

## Descrição

### Localização e acessos
O Castelo situa-se no cume de uma colina isolada com cerca de 88 m de altitude, dominando a parte mais antiga de Aljezur, que se situa a Este. No entanto, este não é o ponto mais elevado em Aljezur, existindo a Sul um outro cerro, com 93 m de altura. O castelo foi construído num local que permitia um bom controlo visual sobre a Ribeira de Aljezur e a sua planície, e parte da faixa costeira. A Ribeira de Aljezur passa pelo vale de D. Sancho e depois desagua no oceano, junto à Praia da Amoreira, tendo sido um importante eixo de comunicações entre o litoral do Alentejo e o Barlavento Algarvio. Apresentou boas condições de navegabilidade até ao século XVI, tendo sido encontrados vestígios de um porto fluvial na ribeira, na vila de Aljezur. O castelo está situado num ponto extremo do Algarve, embora ainda tenha apresentado uma grande importância do ponto de vistal regional.
O acesso ao edifício é feito através das ruas do Cerro do Castelo e D. Pires Paio Correia.

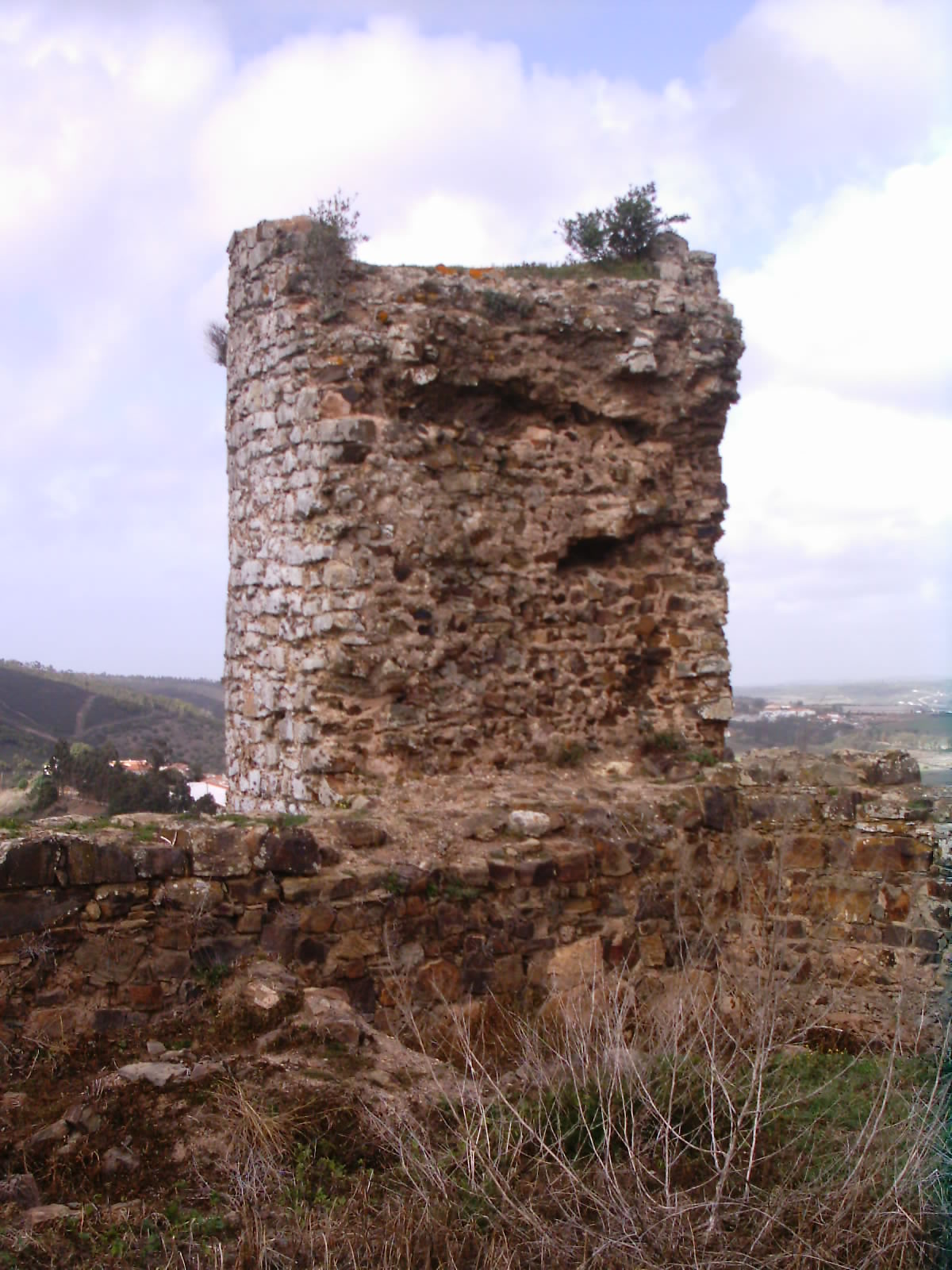
Torre Sul, de planta quadrangular

### Composição e espólio
A fortaleza possui uma planta poligonal de formato irregular, aproximadamente octogonal, que foi escolhida de forma a melhor se adaptar à topografia do local onde se encontra. As muralhas, de forma rectilínea, têm cerca de 1,5 m de espessura e 3 a 5 m de altura, e são pontoadas por duas torres maciças, situadas em pontos extremos opostos do castelo, a Norte e Sul. Originalmente, tanto as muralhas como as torres poderiam ter possuído ameias, sendo o acesso ao topo das torres feito através de escadas em madeira. Também foram encontrados vestígios de uma barbacã na vertente Noroeste, que teria menos de um metro de altura, e de afloramentos de muralha no lado Oeste. A torre Norte, com cerca de 5 m de diâmetro e 9 m de altura a partir do exterior, tinha uma planta circular, e servia para guardar a única entrada no castelo, no lado Nordeste. A outra torre apresentava uma forma quadrangular, com 4,98 por 4,40 m, e uma altura e uma cota de implantação semelhantes à da torre circular. No lado Noroeste do castelo está a única abertura nas muralhas, funcionando como entrada. Nesta zona foi instalada uma placa de pedra relativa às Comemorações dos Centenários, e da intervenção que foi feita no castelo nessa altura.
A praça de armas inclui uma cisterna (algibe) no canto Noroeste, de formato aproximadamente cúbico com uma abóbada, e com acesso por uma porta em arco, estando o seu interior totalmente atulhado. Também existiam vários compartimentos de planta trapezoidal e rectangular encostados às muralhas, que poderiam ter tido uma função do ponto de vista militar, como quartéis. Também foram encontrados dois silos, escavados na rocha, que indicam que o castelo seria igualmente utilizado como armazém, talvez a nível colectivo. O interior ainda conserva alguma da sua natureza rochosa, tendo nalgumas partes uma cota superior à das muralhas. O castelo teria sido construído para alojar apenas uma guarnição.
Em termos de espólio, foram encontrados poucos vestígios das ocupações mais remotas na colina do castelo, tendo por exemplo os vestígios da Idade do Bronze sido descobertos numa camada descontínua e de reduzida espessura, logo acima do substrato rochoso. Por outro lado, as camadas relativas à Idade do Ferro e à época romana foram muito danificadas, principalmente durante o período de abandono antes da ocupação islâmica. As peças da Idade do Bronze período incluem recipientes cerâmicos, como taças carenadas e contentores, semelhantes às recolhidas no sítio arqueológico da Cerradinha, em Santiago do Cacém. Quanto à Idade do Ferro e ao período romano, foram descobertas partes de ânforas e cerâmicas finas, de englobe negro e campanienses. Várias destas peças foram produzidas a nível local ou regional, enquanto que outras, como as cerâmicas finas campanienses e as ânforas vinárias dos séculos II a I a.C., terão sido feitas na Peninsula Itálica ou noutras partes do Mediterrâneo, indicando desta forma que a antiga povoação de Aljezur mantinha ligações com o exterior. Foram igualmente encontrados vestígios do período medieval islâmico, incluindo duas moedas, peças metálicas, e fragmentos de recipientes em cerâmica, como jarros, púcaros, alguidares, taças esmaltadas e vidradas, panelas, cântaros e talhas. Também foram recolhidos vestígios de alimentação durante o domínio muçulmano, como peixe, mamíferos domesticados ou selvagens como veado, e muitas conchas de moluscos, tanto de estuário como marítimos. Desta forma, constata-se que a alimentação durante aquele período era muito variada, e que as as principais actividades económicas seriam a pesca e a agropecuária, seguidas pela caça e recolha de marisco. Foram igualmente descobertas escórias de fundição no castelo, que indicam a presença de uma metalurgia do ferro.

### Importância e conservação
O Castelo de Aljezur é considerado um dos mais impressionantes e importantes no Algarve. Foi classificado em 1977 como Imóvel de Interesse Público, enquanto que a Zona Especial de Protecção foi definida pela Portaria n.º 220/2010, publicada no Diário da República  n.º 55, II série, de 19 de Março de 2010.

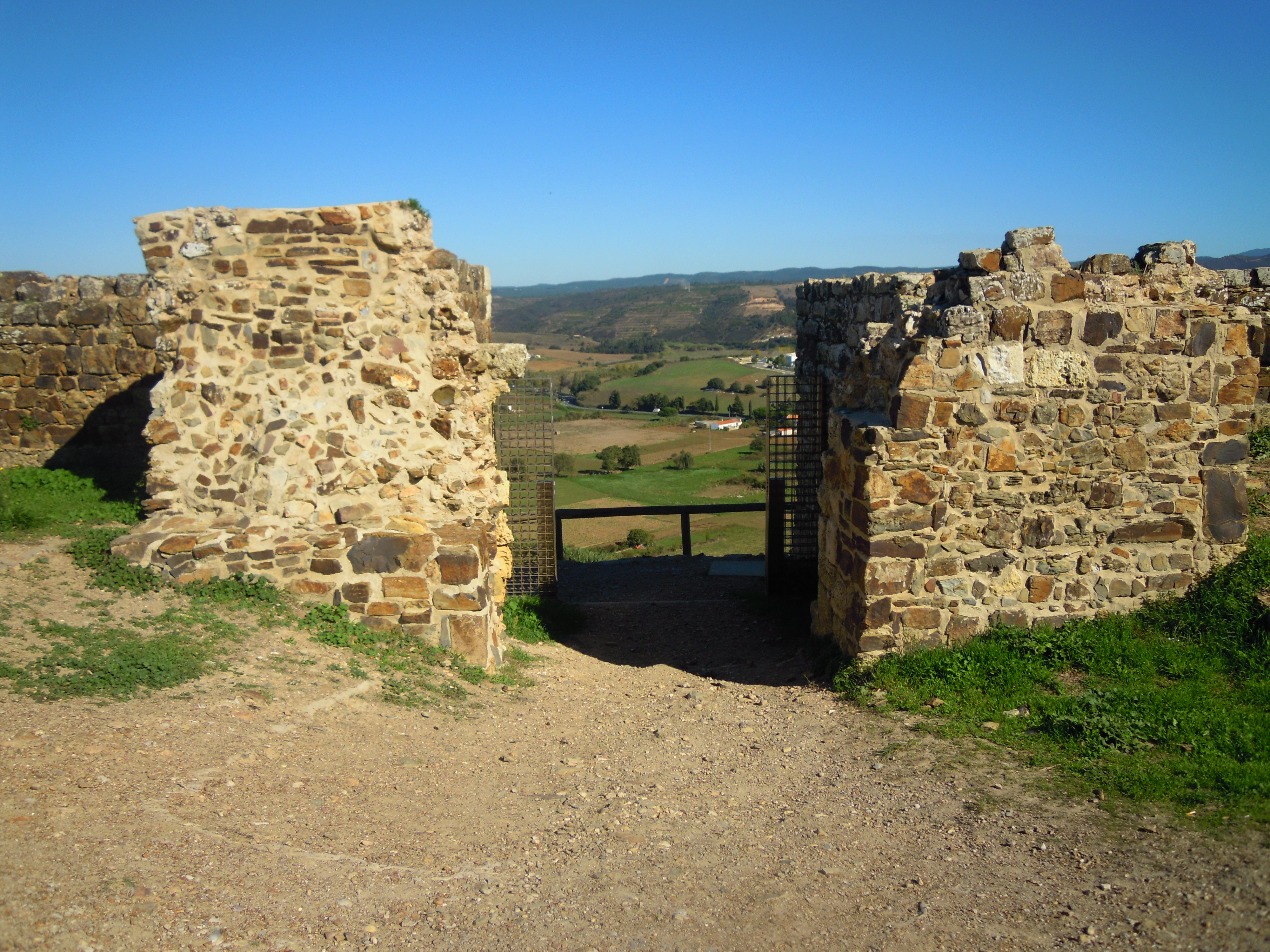
Portão de entrada, em 2013

## História

### Antecedentes
As escavações arqueológicas no local, dirigidas por Carlos Tavares da Silva, ermitiram identificar várias cronologias de ocupação, tendo sido encontrados vestígios da Idade do Bronze, com cerca de três mil anos, e da segunda Idade do Ferro até ao período republicano de Roma, entre os séculos IV e I a.C.. No local da Várzea da Misericórdia, situado numa das vertentes da colina em que se ergue o castelo, foram encontrados vestígios de um possível povoado da Idade do Bronze, com destaque para um capacete em bronze, que foi preservado no Museu Municipal de Lagos.
Durante o período romano, o local onde posteriormente foi construído o castelo poderá ter sido ocupado por um castro dos povos Lusitanos, enquanto que os próprios romanos terão instalado ali um posto de vigia. Esta função como posto de vigia terá sido retomada durante o período visigótico, entre os séculos VII e VIII.

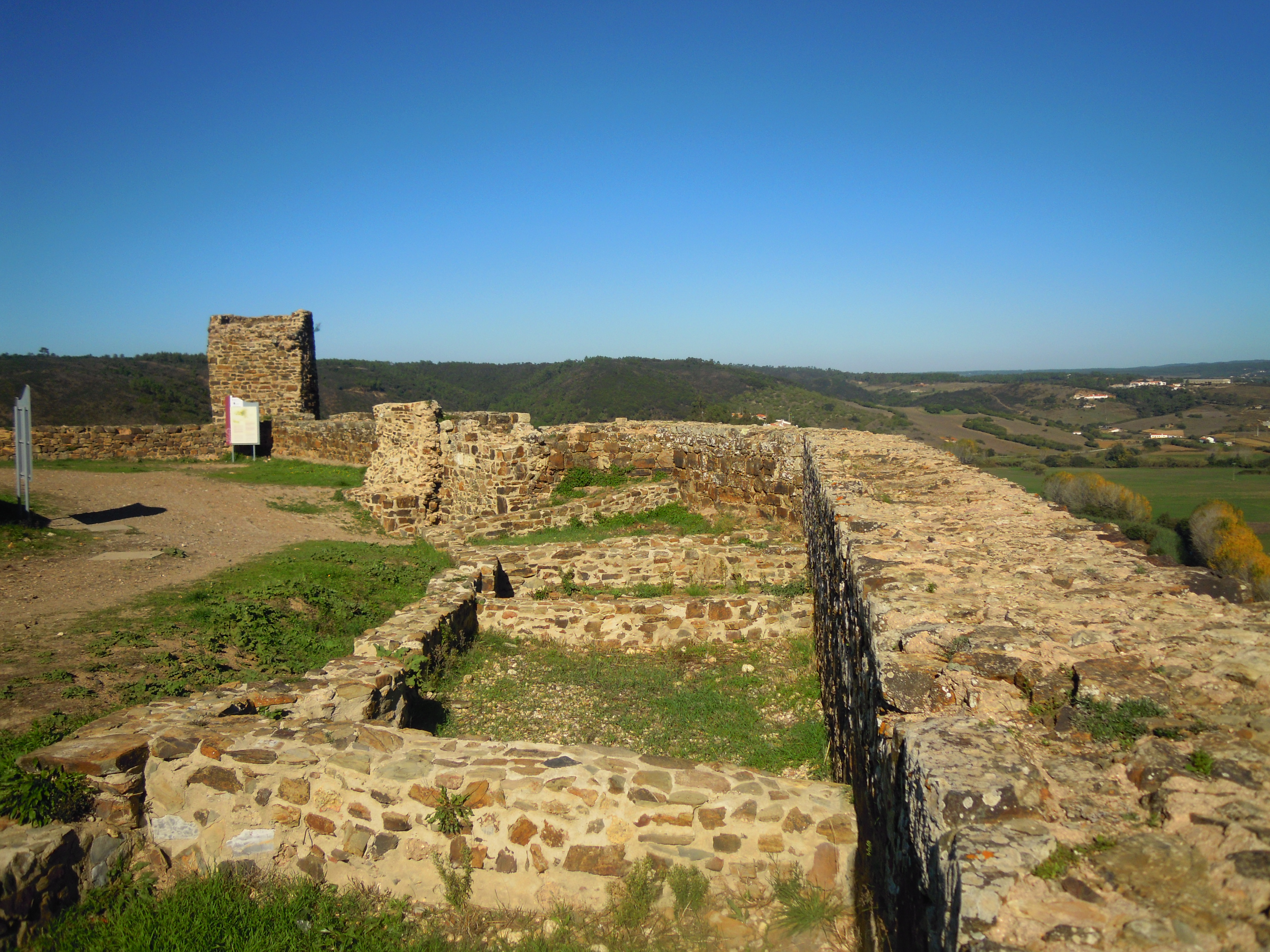
Ruínas de compartimentos no interior do castelo, em 2013

### Período medieval
Porém, a fundação do castelo em si só terá ocorrido no século X, durante o período medieval islâmico, durante o qual também foi criada a povoação de Aljezur. Com efeito, as estruturas fortificadas do castelo foram identificadas como pertencendo a este perído, tal como algumas construções no seu interior. Os vestígios de cronologia muçulmana podem ser separados em duas fases distintas, sendo a primeira correspondente a várias estruturas, provavelmente de uso residencial, e das quais restaram as paredes, encimadas por taipa, e os pisos, alguns deles com lajeado. As muralhas pertencem a uma segunda fase, tendo sido provavelmente erigidas durante os princípios do segundo período do Califado Almóada, entre os séculos XII e XIII, período em que também terão sido escavados os silos no interior do castelo. Esta fortaleza faria parte do complexo defensivo da região sob o domínio de Silves, que nessa altura compreendia a região desde Aljezur e o Sul da costa alentejana até aos modernos concelhos de Lagoa e Albufeira. A povoação de Aljezur em si poderá ter origem islâmica, atribuindo-se a sua fundação aos inícios do século X.
Segundo a tradição, a vila foi reconquistada pelas forças cristãs em 1242 ou 1246, no dia 16 de Junho , por um destacamento da Ordem de Santiago, sob o comando de Paio Peres Correia. Com efeito, a povoação de Alvor foi tomada em 1240, e Tavira em 1242, embora a reconquista só tenha terminado em 1249, com a libertação de Silves, Faro, Albufeira e Porches. Em recompensa pelo seu papel na reconquista do Algarve, o rei D. Afonso III ofereceu Aljezur e outras localidades à Ordem de Santiago. Após a reconquista, aquele monarca terá ordenado a realização de obras no castelo, que poderão ter incuído a construção dos compartimentos junto às muralhas. Nesta altura, o castelo poderá ter tido funções principalmente do ponto de vista militar.
Em 16 de Fevereiro de 1267, foi assinado o Tratado de Badajoz, onde o rei de Leão e Castela, D. Afonso X, se comprometeu a entregar ao rei D. Afonso III de Portugal os castelos na região do Algarve, incluindo o de Aljezur. Em 12 de Novembro de 1280, o rei D. Dinis emitiu o foral de Aljezur, na vila de Estremoz. Em 1 de Dezembro de 1297, aquele monarca trocou a vila de Almada e a quinta de Alfeite, pelos castelos de Monchique e Aljezur e as vilas de Almodôvar e Ourique, que passaram a pertencer à Ordem de Santiago. Esta decisão fez parte do processo de libertação da Ordem de Santiago dos mestres de Castela, iniciado por D. Dinis.

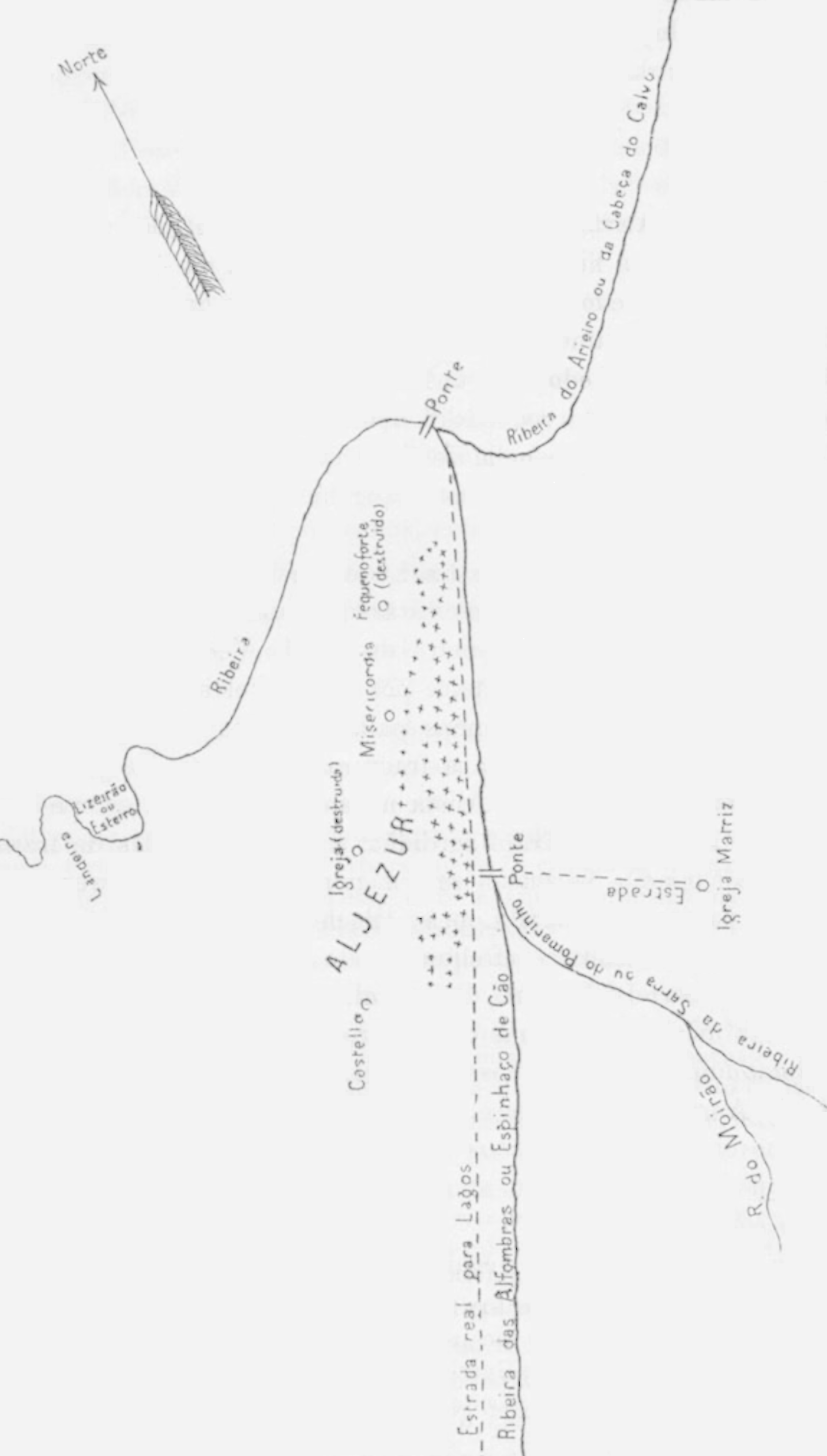
Mapa da Villa de Aljezur, publicado na obra O Archeologo Português em 1903. O centro de Aljezur está situado numa península formada pelas ribeiras de Aljezur (originalmente conhecida como da Serra ou do Pomarinho), das Alfambras e do Areeiro, enquanto que o castelo está a Sudoeste do centro

### Idade moderna
O castelo terá sido abandonado no período entre os finais do século XV e os princípios do século XVI, uma vez que perdeu importância como posto defensivo, devido ao assoreamento da Ribeira de Aljezur, que diminuiu a sua navegabilidade. Outro motivo que contribuiu para o abandono do castelo foi uma redução da importância estratégica da vila de Aljezur, e uma necessidade de defender pontos mais importantes na região do Algarve. Com efeito, os fragmentos de cerâmica que foram descobertos na parte superior do enchimento das estruturas, utilizado como lixeira, são típicas do período de transição do século XV para o XVI.
No século XV, o castelo já se encontrava em avançado estado de abandono, como foi relatado por uma visitação da Ordem de Santiago à vila de Aljezur, em 1448 ou 1482. Segundo este documento, a muralha ocidental estava em ruínas, enquanto que as portas estavam danificadas e não tinham fechaduras. Foi proibida a remoção de pedra ou de cantaria para ser utilizada noutros edifícios, e foram deixadas normas para que fosse feita a reedificação das partes das muralhas já arruinadas e limpeza da cisterna, que estava a ser utilizada como local de depósito para entulho. No entanto, as obras de recuperação do castelo não chegaram a avançar, apesar de terem sido reforçadas pelo rei D. Manuel, no âmbito do seu programa de ordenamento do território. Aquele monarca emitiu um novo foral para Aljezur em 20 de Agosto de 1504, tendo a vila ganho o estatuto de honrada. Apesar disto, desde então que o castelo foi deixado ao abandono, entrando num profundo processo de degradação, que foi testemunhado pelos autores entre os séculos XVI e XIX. Apesar do estado de abandono da fortaleza, ainda assim continuou a ter alcaides-mores, função que foi desempenhada pelos Condes de Vila Verde, e posteriormente pelos Marqueses de Angeja.
Na obra Diccionario Geographico do padre Luís Cardoso, editada entre 1747 e 1751, no tomo I, página 312, foi inserida uma referência ao castelo de Aljezur: «Nos suburbios da Villa se acham vestigios de hum Castelo com sua cisterna quasi de todo entulhada, e perdida». Pouco tempo depois, o Sismo de 1755 devastou a vila, enquanto que o castelo sofreu grandes danos nas estruturas e nos edifícios no interior.
Uma outra descrição da fortaleza foi feita por João Maria Baptista, na sua obra Chorographia Moderna do Reino de Portugal, publicada em 1876: «Tinha um castello forte no tempo dos mouros, cujas ruinas ainda se conservam na parte mais elevada do serro ao S., de figura octogona com duas torres e uma formosa cisterna que ainda se conserva em bom estado, e alicerces de pequenos quarteis. Os vestigios dos poucos e acanhados edificios que em algumas escavações nos seus arredores se tem encontrado, mostram ter sido sempre a povoação pequena e pobre como é hoje.».

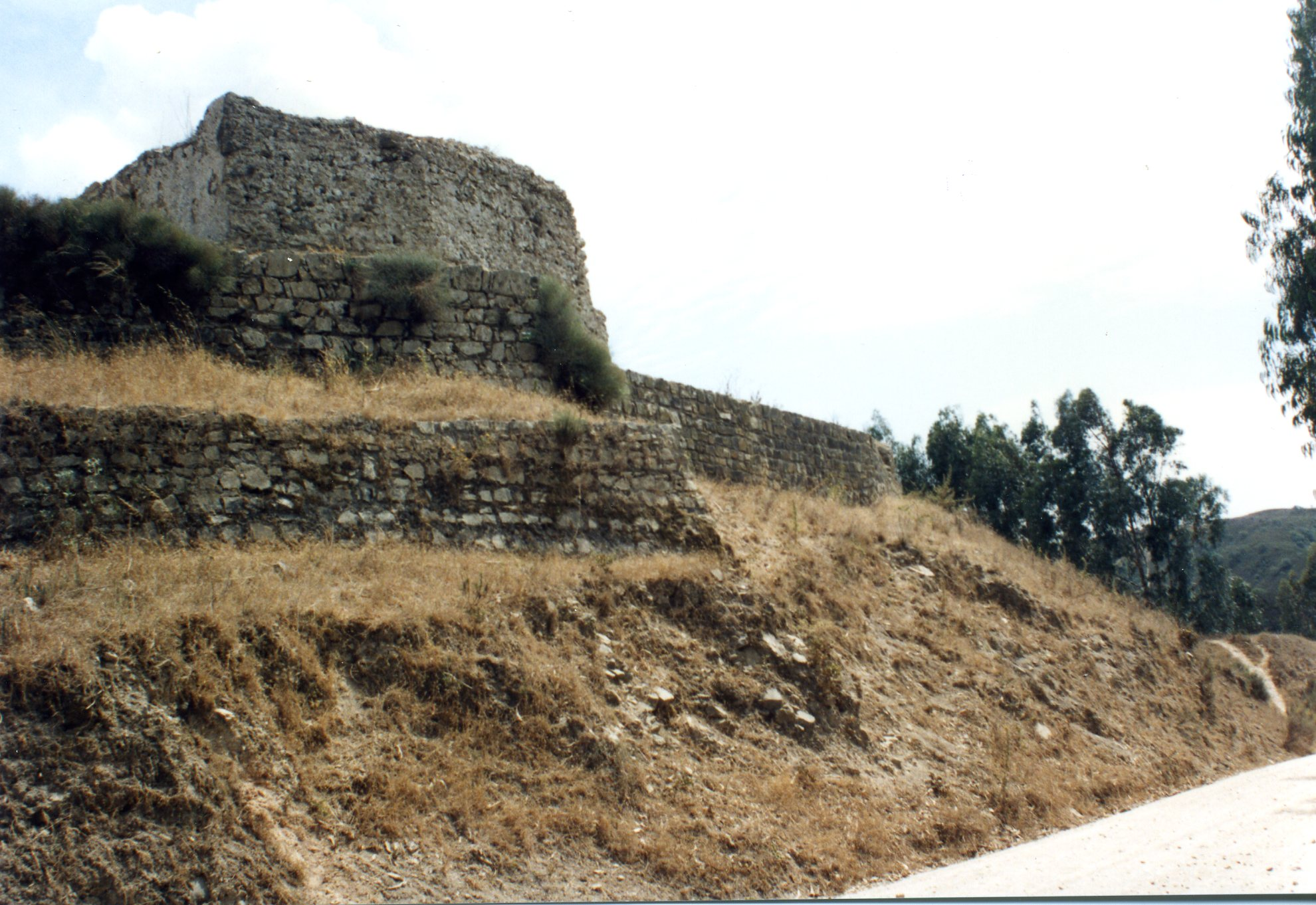
Vista do lado Noroeste do castelo de Aljezur em 1994, vendo-se à esquerda a cisterna

### Século XX
Depois de vários séculos de abandono, as primeiras intervenções significativas no castelo só foram feitas entre 1940 e 1941, no âmbito das comemorações dos centenário do Infante D. Henrique, durante as quais foram feitas importantes obras de restauro em monumentos do Barlavento Algarvio, incluindo na Fortaleza de Sagres e na cidade de Lagos. No caso do Castelo de Aljezur, destacou-se a sua importância, principalmente devido à tradição que seria uma das fortalezas do Algarve inserida na bandeira nacional, tendo sido principalmente feitas obras de reparação nas muralhas, embora alguns lanços tenham sido bastante modificados durante o processo. Estas intervenções ficaram recordadas numa placa comemorativa, colocada junto à entrada do castelo. Em 12 de Outubro de 1956, a 1.ª Subsecção da 6.ª Secção da Junta Nacional de Educação emitiu um parecer sobre a classificação do castelo, e em 13 de Outubro desse ano o Subsecretário de Estado da Educação Nacional publicou um despacho de homologação nesse sentido. Em 19 de Setembro de 1972, a Junta Nacional de Educação opinou sobre a possível instalação de uma unidade hoteleira no castelo, tendo declarado que só autorizaria esta obra se não fosse danificado o seu interior. Em 1973 foi feito um projecto para a iluminação exterior do edifício, a pedido da autarquia, e entre 1976 e 1977 foi construída a estrada de acesso e um parque de estacionamento. O Castelo de Aljezur foi classificado como Imóvel de Interesse Público pelo Decreto 129/77, de 29 de Setembro. Em 1981 foram colocados os sistemas de iluminação, e em 1985 foram feitos trabalhos urgentes de conservação nas muralhas.
O Decreto-lei 106F/92, de 1 de Junho, publicado no Diário da República n.º 126, Série A, consignou o monumento ao Instituto Português do Património Arquitectónico. Em 21 de Novembro de 1996 a Câmara Municipal de Aljezur emitiu o anúncio para a abertura de um concurso público, relativo ao Projecto de Reconstrução, Conservação, Consolidação e Utilização do Castelo de Aljezur, e em 29 de Setembro de 1998 a autarquia fez a apresentação pública do estudo prévio para aquele programa.
Em 1988, o Castelo de Aljezur foi alvo de trabalhos de prospecção, no âmbito de um programa de levantamento arqueológico dos concelhos de Aljezur e Monchique. Também na Década de 1980, foram feitas obras de restauro no castelo, incluindo nas muralhas, onde foi montado um muro de contenção para prevenir o desagregamento das ruínas da estrutura medieval.
Na década de 1990, o Castelo foi novamente alvo de pesquisas arqueológicas, tendo sido encontrados vestígios das Idades do Bronze e do Ferro, e dos períodos romano e islâmico. Estas pesquisas foram feitas pela Unidade de Arqueologia do Parque Natural do Sudoeste Alentejano e Costa Vicentina, em parceria com a Câmara Municipal de Aljezur.

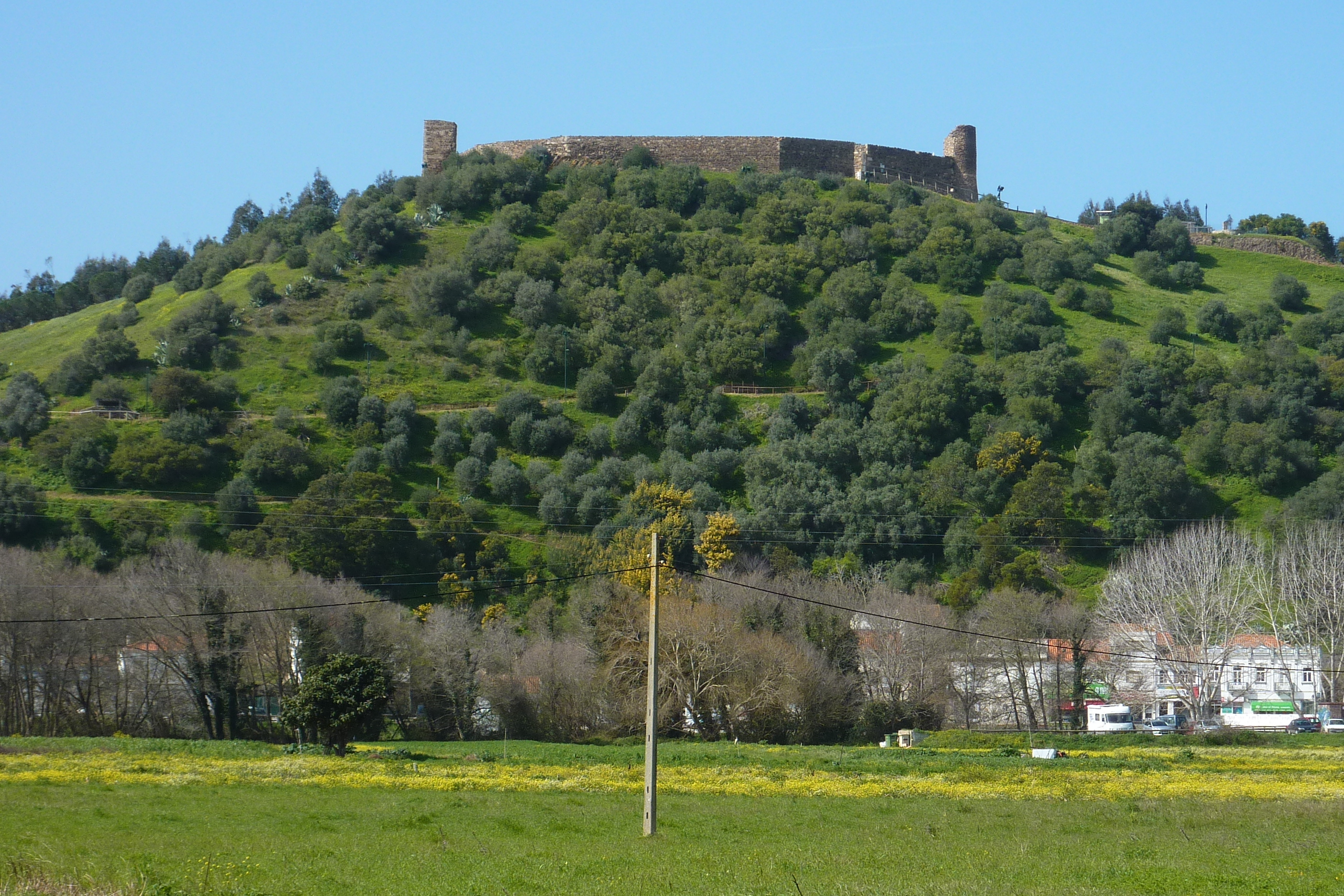
Vista do castelo a partir da zona nova da vila de Aljezur, em 2014

### Século XXI
Em 2004, foram feitas sondagens no castelo de forma a identificar o antigo traçado da muralha, para posteriormente se proceder à sua reconstrução parcial. No decorrer destes trabalhos foi desenterrado o limite inferior da muralha junto à torre Sul, e descobriu-se que a muralha que tinha sido restaurada na Década de 1980 estava deslocada do pano medieval, em direcção ao exterior, não tendo sido respeitadas as plantas e as técnicas construtivas primitivas. Em 2005 foram feitos trabalhos de acompanhamento arqueológico, na sequência da adjudicação da obra Estabilização e contenção do talude sob as fundações das muralhas do castelo de Aljezur pelo Instituto Português do Património Arquitectónico. Foram encontrados vestígios de um possível pavimento, que pode indicar a presença de níveis habitacionais fora das muralhas, e um interior habitacional com lareira onde foram recolhidos dois dirrãs de prata, pelo que terá sido ocupado durante o período islâmico. Foram igualmente encontrados vestígios de um derrube de blocos argamassados, possivelmente da fase final do domínio muçulmano antes da reconquista. Em 2008 foi intervencionada a zona da entrada do castelo, de forma a minimizar os impactos do programa de Reabilitação das Estruturas Arqueológicas do Castelo de Aljezur, e ao mesmo tempo identificar as diversas épocas de ocupação naquele local.
Em 5 de Dezembro de 2007, a Direcção Regional de Cultura do Algarve lançou uma proposta para a Zona de Especial Protecção do castelo, que foi aprovada em 1 de Outubro de 2008 pelo conselho consultivo do Instituto de Gestão do Património Arquitectónico e Arqueológico, e homologada pela Ministra da Cultura por um despacho de 29 de Novembro de 2009. Entre 2007 e 2008 foi realizada a empreitada Proteção das Estruturas Arqueológicas e consolidação do Castelo de Aljezur, e em 2010 foi instalada sinalética no monumento. Em 2013, estiveram planeadas duas intervenções no Castelo, sendo a primeira a realização de obras de consolidação na torre Sul e na cisterna, e de arranjo paisagístico, enquanto que a segunda, que fazia parte do programa POLIS, era a musealização do monumento e a instalação de um centro para os visitantes.
Em Junho de 2015, o Castelo de Aljezur fez parte do evento de desenho Urban Sketchers, no âmbito do programa DIVAM - Divulgação e Valorização dos Monumentos do Algarve. Em 27 de Agosto de 2016, foi organizado o evento Noites Fantásticas em Castelos Fantásticos, que incluiu várias actividades e animação musical no castelo de Aljezur. Em Novembro desse ano, foi divulgado o Orçamento Municipal e Grandes Opções do Plano para 2017 da Câmara Municipal de Aljezur, tendo sido prevista a valorização do Castelo de Aljezur, através da introdução de um leitor de paisagem.
Em Abril de 2017, o interior do castelo passou a estar visível na funcionalidade street view do visualizador online Google Maps, no âmbito da inciativa Google Street View Special Collects, com o apoio da Direcção Regional de Cultura do Algarve. Em Maio desse ano, foi realizado o evento O Olhar do Pintor – O monumento como motivo artístico no castelo, sobre formação em pintura.
Em 13 de Abril de 2019, realizou-se no Castelo de Aljezur a cerimónia de assinatura dos protocolos entre a Direcção Regional de Cultura do Algarve e as várias entidades participantes, dando início à edição desse ano do programa DIVAM. No âmbito deste programa, foi igualmente organizado um evento musical no castelo.

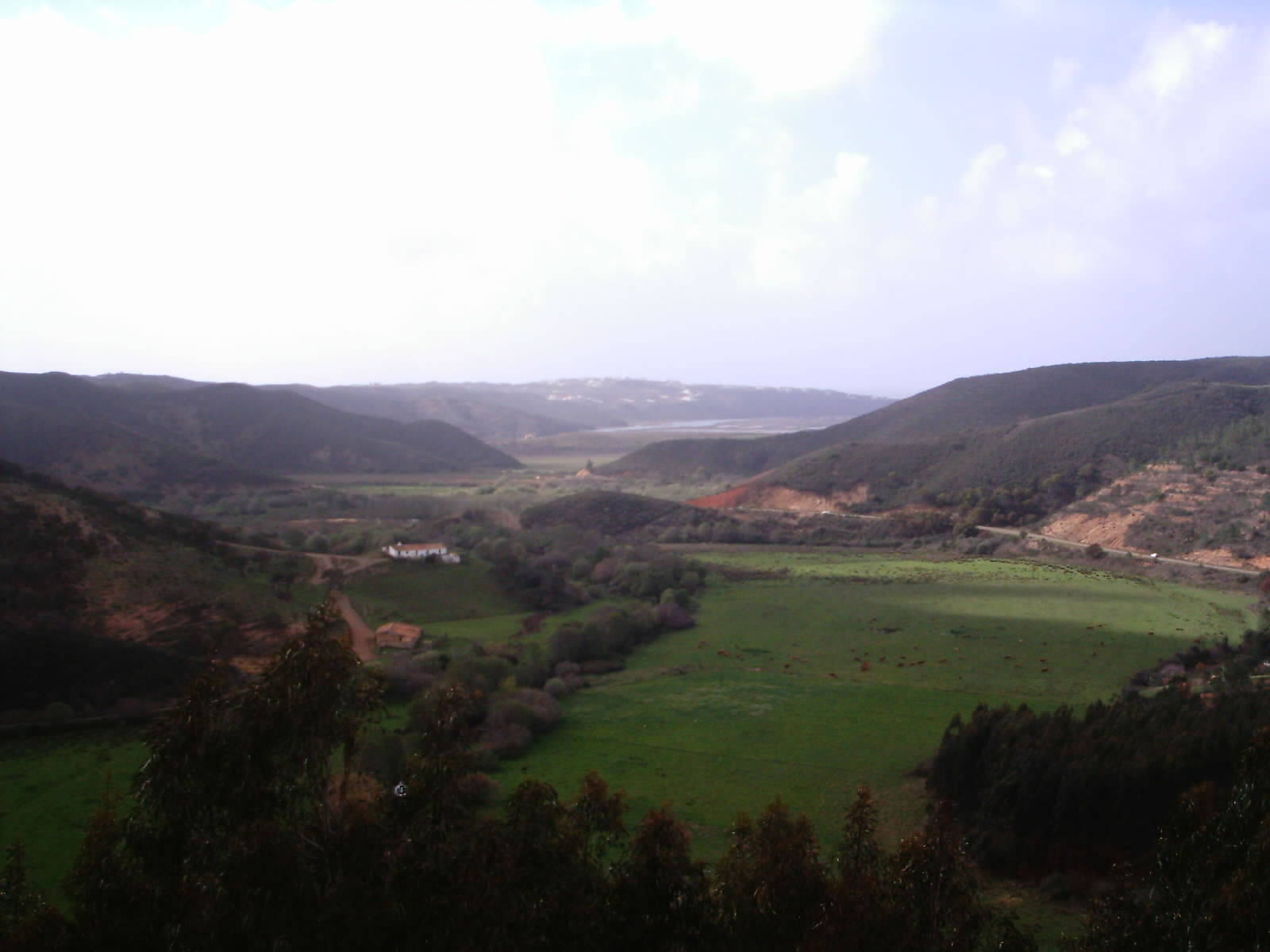
Vista Noroeste a partir do Castelo de Aljezur, vendo-se ao fundo a Praia da Amoreira e o Oceano Atlântico.

## A lenda de Mareares
A reconquista do castelo no Século XIII ficou ligada a uma lenda local, que relata que uma moura terá apoiado os cristãos por amor.
Consciente da posição privilegiada do castelo e da cerrada vigilância mantida pelos mouros, D. Paio Peres Correia, despachou alguns batedores portugueses a sondar o terreno e os hábitos das gentes da povoação, a fim de delinear o seu plano de assalto. Em campo, estes conseguiram aliciar uma moura de rara beleza, Maria Aires, que lhes informou a prática de um antigo costume dos habitantes da região, de se banharem na praia da Amoreira na madrugada do dia 24 de Junho.[carece de fontes?]
De posse desse dado, o D. Paio dispôs os seus homens de modo a que, na noite de 23 para 24 daquele mês, se ocultassem no vale vizinho ao castelo, hoje conhecido como vale de D. Sancho, certamente em homenagem ao soberano à época, Sancho II de Portugal. Camuflados com a vegetação, aguardaram o movimento dos mouros rumo à praia, na madrugada. Tão logo este se iniciou, os cristãos, ainda a coberto pela escuridão, encetaram a aproximação final para o assalto à povoação e castelo desguarnecidos. Neste momento, uma menina, neta de uma velha que havia ficado para trás na povoação, percebendo a movimentação incomum fora de portas, correu a avisar a avó que as moitas estavam a andar. A velha senhora explicava à neta os efeitos da brisa sobre a vegetação quando de surpresa os cristãos irromperam pelas portas, dominando a senhora que ainda intentou dar o alarme, fazendo soar um sino na torre da cisterna. Senhores do terreno, os portugueses deram então o alarme, atraindo os defensores para uma armadilha mortal, no interior do recinto.[carece de fontes?]
Com a povoação conquistada para as armas de Portugal, D. Paio, afirma-se que sensibilizado pelos encantos da bela Maria Aires, poupou-lhe a vida e a honra, fazendo-lhe erguer uma casa em local próximo da povoação que ainda hoje, em sua memória, se chama Mareares.[carece de fontes?]
Uma outra lenda indica que as forças cristãs terão entrado no castelo através de uma fonte nas proximidades, conhecida como Fonte das Mentiras, conseguindo assim conquistá-lo.
Uma terceira lenda refere que a rapidez com que o castelo foi conquistado terá-se-á devido a um alimento mágico consumido pelas forças cristãs, baseado na batata-doce. Porém, este relato não confere com a realidade histórica, uma vez que aquela planta é de origem sul-americana, e só muito posteriormente foi conhecida na Europa. Porém, esta lenda demonstra o importante papel cultural que a batata-doce tem no concelho de Aljezur.

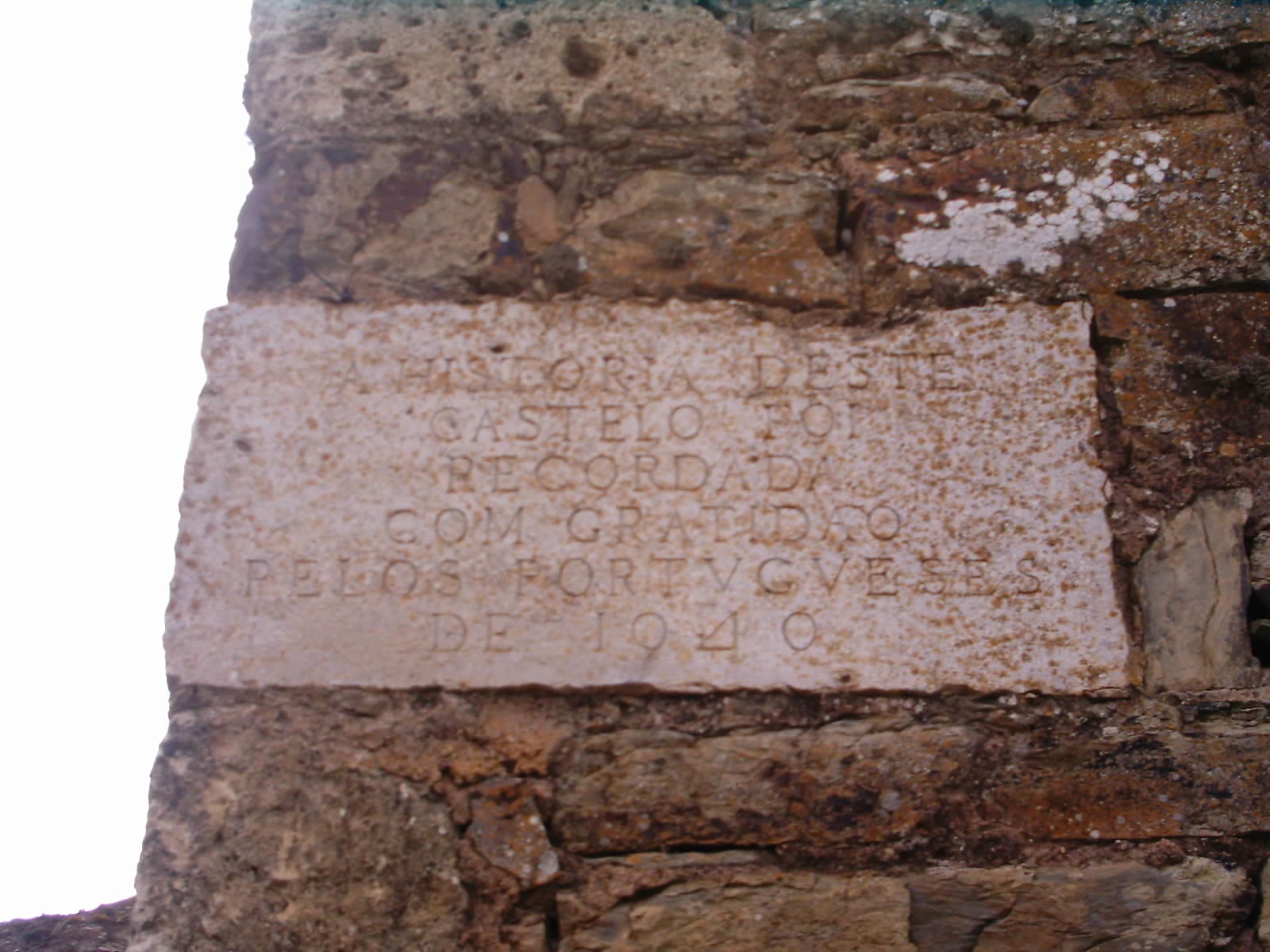
Placa comemorativa do Castelo, inaugurada em 1940

## Leitura recomendada
- MARTINS, José António (2016). Aljezur e os Descobrimentos Portugueses: Breve estudo histórico 1.ª ed. Aljezur: Junta de Freguesia de Aljezur e Associação de Defesa do Património Histórico e Arqueológico de Aljezur. 24 páginas
- SILVÉRIO, Silvina (2016). Duas décadas de arqueologia no concelho de Aljezur. Aljezur: Associação de Defesa do Património Histórico e Arqueológico de Aljezur. 117 páginas
- ARENGA, Sandra Arenga; PINGINHA, Flávia Marreiros (2013). A tomada do castelo de Aljezur em banda desenhada 3.ª ed. Aljezur: Associação de Defesa do Património Histórico e Arqueológico de Aljezur. 14 páginas